# Samuel Genersich
Samuel Genersich (15 de febrero de 1768 - 2 de septiembre de 1844), fue un médico, fitopatólogo, y botánico eslovaco . Egresa de la Universidad de Viena con un doctorado en medicina. Hace práctica en Kesmark, y será médico municipal en Leutschau.

## Algunas publicaciones
En 1798 publica "Florae Scepusiensis Elenchus", y "Catalogus plantarum Scepusii", en 1801; y realiza publicaciones para la Real Ciudad Libre de Leutschau acerca de enfermedades del ganado, en 1829.
- Samuelis Genersich Hungari Késmarkiensis Medicinae Doctoris et Civitatis L. R. Leutschoviensis Physici ordinarii Florae Scepusiensis Elenchus seu Enumeratio plantarum in Comitatu Hungariae Scepusiensi, eumque percurrentibus montibus Carpathicis sponte crescentium. Sumptibus Auctoris. Leutschoviae typis Michaelis Podhorânszki, de eadem 1798.

- Samuelis Genersich Catalogus Plantarum rariorum Scepusii A. 1801 in autumno in usum amicorum conscriptus, a Samuele Genersich Medicinae Doctore, et Civitatis L. R. Leutschoviensis Physico Ord.

- Belehrung für das Publicum der kön. Freistadt Leutschau in Hinsicht der sich geäusserten Rindviehseuche. Leutschau i839

## Honores

### Eponimia
Género
- (Cyperaceae) Genersichia Heuff.[1]

Especies
- (Caryophyllaceae) Dianthus genersichii Gyorffy[2]
- La abreviatura «Geners.» se emplea para indicar a Samuel Genersich como autoridad en la descripción y clasificación científica de los vegetales.[3]

## Fuente
- Rainer Rudolf, Eduard Ulreich. Karpatendeutsches biographisches Lexikon. 1ª ed. Eslovaquia, Stuttgart 1988, 368 pp. ISBN 3-927096-00-8